# Chris Dyer
Chris Dyer (* 1969 in Bendigo, Australien) ist der ehemalige gesamtverantwortliche Renningenieur der Scuderia Ferrari und war in dieser Funktion 2009 und 2010 für die Einsätze der Formel-1-Werkswagen an den Rennstrecken zuständig.

## Karriere
Chris Dyer begann seine Motorsportkarriere in seiner australischen Heimat und arbeitete in den 1990er-Jahren als Ingenieur im Rennteam von Holden. 1997 kam er in die Formel 1 und war bei Arrows als Dateningenieur am Auto von Damon Hill beschäftigt. 1998 wurde er Renningenieur für Jos Verstappen.
2001 wechselte er zur Scuderia Ferrari und war vorerst Fahrzeugingenieur an den Rennwagen von Michael Schumacher. Ende 2002 stieg er zu dessen Renningenieur auf. Vom Kommandostand aus führte er Schumacher zu den Weltmeistertiteln 2003 und 2004. Nach Schumachers Rücktritt wurde der Australier in gleicher Funktion für den Finnen Kimi Räikkönen tätig. 2009 wurde Dyer zum Chefrenningenieur ernannt und seine Position an der Seite von Räikkönen mit Andrea Stella neu besetzt.
Im Dezember 2010 gab die Scuderia Dyers Ablöse bekannt. Seine Nachfolger in dieser Funktion wurde Pat Fry.
Ab der DTM-Saison 2013 arbeitete er als Chefingenieur für BMW.